# Bniec

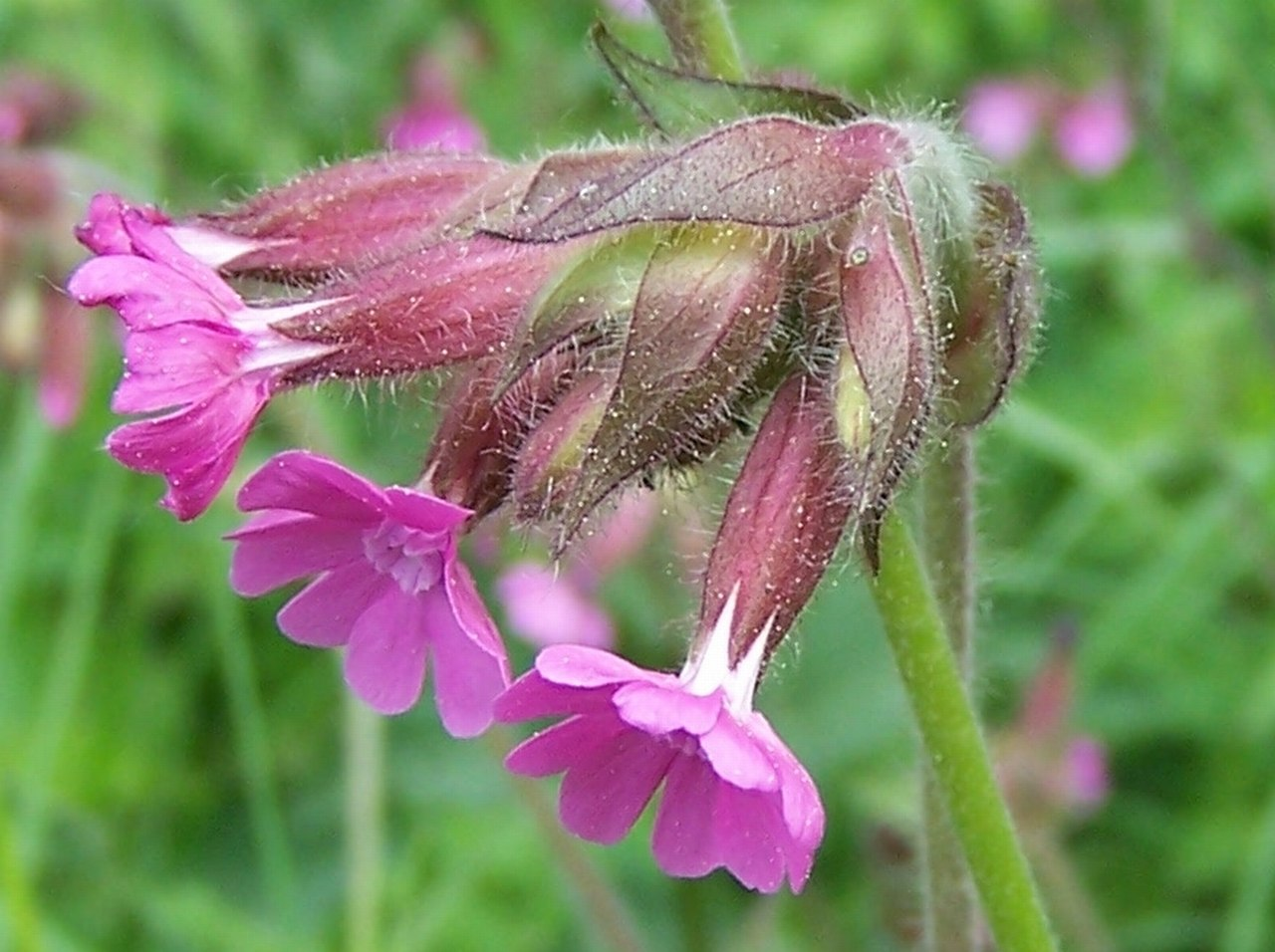
Bniec czerwony

Bniec (dawniej: Melandrium Rohl., współcześnie: Silene subgenus Behenantha (Otth) Endl. section Melandrium) – w zależności od ujęcia rodzaj lub sekcja roślin z rodziny goździkowatych (Caryophyllaceae). Takson tradycyjnie przez znaczną część XX wieku wyróżniany w randze rodzaju, współcześnie z powodu zagnieżdżenia w obrębie rodzaju lepnica Silene – włączany do niego w randze sekcji. Rośliny te pierwotnie wyodrębniano na podstawie różnic morfologicznych, co okazało się podziałem sztucznym, nieodzwierciedlającym relacji filogenetycznych. Grupa o wspólnym pochodzeniu tworząca sekcję Melandrium obejmuje 5 gatunków, z czego trzy są endemitami niewielkich obszarów w południowej Europie, a dwa są szeroko rozprzestrzenione w Europie, obecne także w północno-zachodniej Afryce i północno-zachodniej Azji. W Polsce rosną dwa gatunki z sekcji (w tradycyjnym ujęciu do rodzaju Melandrium zaliczano trzy gatunki).

## Systematyka
Takson w randze rodzaju wyodrębniany był na podstawie cech morfologicznych, w tym w szczególności od przedstawicieli rodzaju lepnica Silene wyróżniać go miał brak przegród w dolnej części owoców. Analizy molekularne ujawniły relacje filogenetyczne, z których wynika, że gatunki zaliczane do rodzaju Melandrium zagnieżdżone są w obrębie rodzaju lepnica Silene. Zaliczane tu rośliny jedno- i dwupienne okazały się w dodatku być dość odlegle spokrewnione. W efekcie w randze monofiletycznej sekcji Melandrium łączonych jest współcześnie pięć gatunków dwupiennych.
Wykaz gatunków zaliczanych do sekcji Melandrium
- Silene latifolia Poir. – lepnica biała, bniec biały[7] (Europa, północna Azja, północnozachodnia Afryka)
- Silene dioica (L.) Clairv. – lepnica czerwona, bniec czerwony[7] (Europa, północnozachodnia Afryka)
- Silene diclinis (Lag.) M.Laínz (południowa Hiszpania)
- Silene heuffelii Soó (Półwysep Bałkański)
- Silene marizii Samp. (Portugalia i Hiszpania)

Zaliczany tu w tradycyjnym ujęciu rodzaju jednopienny gatunek – lepnica nocna, czyli bniec dwudzielny Silene noctiflora L. jest odlegle spokrewniony z ww., natomiast tworzy wspólny klad z Silene turkestanica.

## Morfologia
Rośliny zielne (jednoroczne lub byliny). Ulistnienie naprzeciwległe, liście podługowate lub jajowate, całobrzegie, siedzące. W tradycyjnym ujęciu zaliczano tu zarówno rośliny jednopienne, jak i dwupienne. Współcześnie sekcja Melandrium ograniczana jest do gatunków dwupiennych. Kwiaty dość duże z wielożyłkowym kielichem. Owocem jest wielonasienna, pękająca torebka.